# Долар (Гобрехт)
Долар (Гобрехт) (англ. Gobrecht dollar) — крупна срібна монета США, яка карбувалася у 1836-1839 роках. Свою назву монета отримала на честь гравера, створившого її дизайн Крістіана Гобрехта.

## Історія

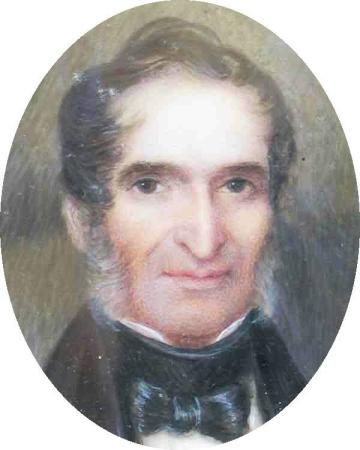
Крістіан Гобрехт (1785-1844)

Роберт Паттерсон був призначений 6-м директором Монетного двору в травні 1835 року. Одне з його перших рішень полягало в тому, щоб найняти Крістіана Гобрехта на посаду Другого Гравера. Паттерсон, також запросив художників Томаса Саллі і Тіціана Піла для створення ескізів нової срібної доларової монети. Гобрехт взяв за основу ідеї, представлені йому Саллі і Пілом, поєднавши їх з деякими власними, і реалізував малюнки в металі. У жовтні новий долар був представлений Міністру фінансів Леві Вудбері і президенту Ендрю Джексону. Обидва державних діяча схвалили проект і сприяли його просуванню. Але, пройшло ще багато часу, перш, ніж дизайн був завершений. Символ Свободи був зображений посадженим на камінь, повернувши голову вправо, тримаючи щит Союзу в правій руці. Ліва рука тримає жердину з ковпаком свободи (Ковпак Свободи або Фригійський ковпак — головний убір, пов'язаний з історичною областю Фригію, центральною частиною Анатолії. У західних областях Римської імперії такий ковпак служив символом Свободи і боротьби за визволення.) На аверсі злітаючий орел, що символізує оптимізм в майбутньому американської нації.
У листопаді 1836 року були випущені приблизно 18 перших зразків долара Гобрехта, і були розподілені в певних місцях у Філадельфії. Це було зроблено з метою оцінити суспільну реакцію. Директор Паттерсон дав вказівку Гобрехту помістити його підпис під символом Свободи, над роком випуску, але це викликало різку критику місцевої газети, яка назвала його "пихатим німцем" і тоді Гобрехт зменшив і перемістив своє ім'я на підставу під зображенням Свободи. За цей напис монета і отримала назву «Gobrecht dollar». У загальній складності в грудні 1836 року в обіг було випущено 1000 доларів Гобрехта. Ще 600 тонших монет були випущені в 1837 році, але також були датовані 1836 роком. У 1838 році було розглянуто понад 20 зразків монет Гобрехта: з 13 зірками на лицьовій стороні по зовнішньому краю і без зірок на реверсі. У 1839 році було вироблено всього 300 екземплярів, всі вони призначалися для обігу. Інтересно, усі долари Гобрехта карбувалися з якістю "Proof", включаючи навмисно випущені в обіг. Це єдині монети США, які карбувалися з якістю пруф для щоденного використання. Існує багато варіантів долара Гобрехта з зірками і без, з ім'ям гравера і без, з різним типом гурта. Точну кількість варіантів монети важко оцінити через обмежену кількість і перекарбування монет в 1850-х і 1860-х роках. У 1837 році дизайн був остаточно сформований, символ Свободи, що сидить був введений на десяти центах (дайм) і п'яти центах (half dime), поклавши початок темі монет «Seated Liberty». Чверть долара (quarter) отримала дизайн Seated Liberty в 1838 році, 50 центів (half dollar) рік потому, а срібний долар в 1840 році. Навіть при тому, що реверс монети з злітаючим орлом був затверджений, він не з'явився на монетах серії «Seated Liberty». Замість цього був зображений геральдичний орел і щит, вперше запропонований в 1807 році і колись висміяний директором Паттерсоном як безглуздість. 
Всі долари Гобрехта надзвичайно рідкісні. Доказом цьому служать 65 прикладів продажу за суму, яка, іноді, значно перевищує 100 000 доларів.

## Джерело
- Нумізматичний сайт [Архівовано 19 травня 2017 у Wayback Machine.]